# Basilica di San Pellegrino Laziosi
Basilica di San Pellegrino Laziosi è il nome popolare per la chiesa di Santa Maria dei Servi di Forlì. Di origine molto antica presenta una facciata e un'impostazione gotica nell'esterno a cui si abbina un'immagine sostanzialmente barocca per decorazione e fasto nell'interno. La chiesa ospita il corpo di San Pellegrino Laziosi, contenuto in una cappella sei-settecentesca a lui dedicata. La parte più antica del complesso è il capitolo, dove sono conservati affreschi di varie epoche di cui il più noto è il Crocifisso giottesco di Giovanni da Rimini, davanti a cui si dice sia stato risanato Pellegrino.

## Storia

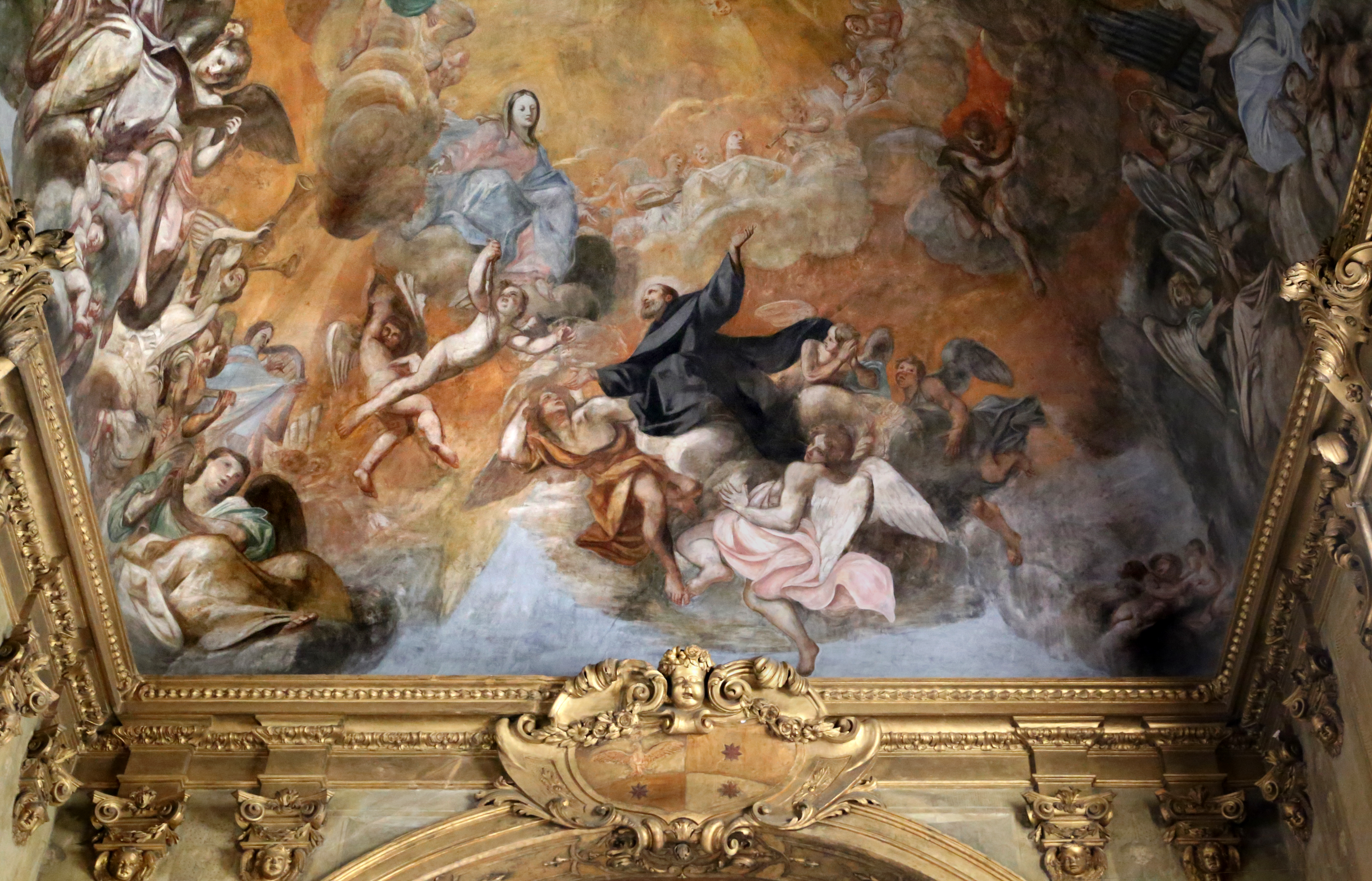
Francesco Antonio Bondi, Gloria di San Pellegrino Laziosi

La prima attestazione della presenza di un convento dei Servi di Maria a Forlì risale al 1288, anno in cui si parla di una restituzione di denaro da parte di un convento di Firenze a quello di Forlì in un documento degli Annali dei Servi. Nel Libro Biscia si anticipa la menzione all'anno 1275, quando si parla di un tributo dovuto dal convento dei Servi di una libbra di cera.
Il nome oscilla nei primi tempi, tanto che spesso viene definita Santa Maria di Campostrino, con una definizione che deriva da Campo Ustrino, ovvero il campo dove era presente l'antico ustrino romano, luogo dove avveniva la cremazione dei defunti. Il termine Campostrino ancora designa la zona.
I documenti più antichi indicano che qui esisteva già un eremo dei religiosi di San Bernardo, ma poi, abbandonato, sarebbe stato occupato dai Servi di Maria. Nel Duecento, nonostante la vicinanza con Borgo Cotogni (poi Corso della Repubblica), la zona era periferica e isolata, adatta a un ordine umile e votato all'eremitaggio.
È probabile che la chiesa e il convento siano sempre stati nel medesimo posto dalla fine del XIV secolo, come si può ipotizzare dalla facciata che presenta il portale gotico e dalla posizione della sala capitolare. C'è dubbio se il coro sia stato allungato in tempi più recenti o se la sua impostazione risalga al XV secolo. Il piano, invece, era sicuramente più fondo, tanto che il rifacimento del pavimento del 1914 con relativo scavo di 20 centimetri non ha trovato il piano originale che dunque doveva essere più profondo.
Nell'anno 1463 viene riportato nella Cronaca di Giovanni di Mastro Pedrino l'arrivo di trentadue frati facenti parte dei Serviti Osservanti. 

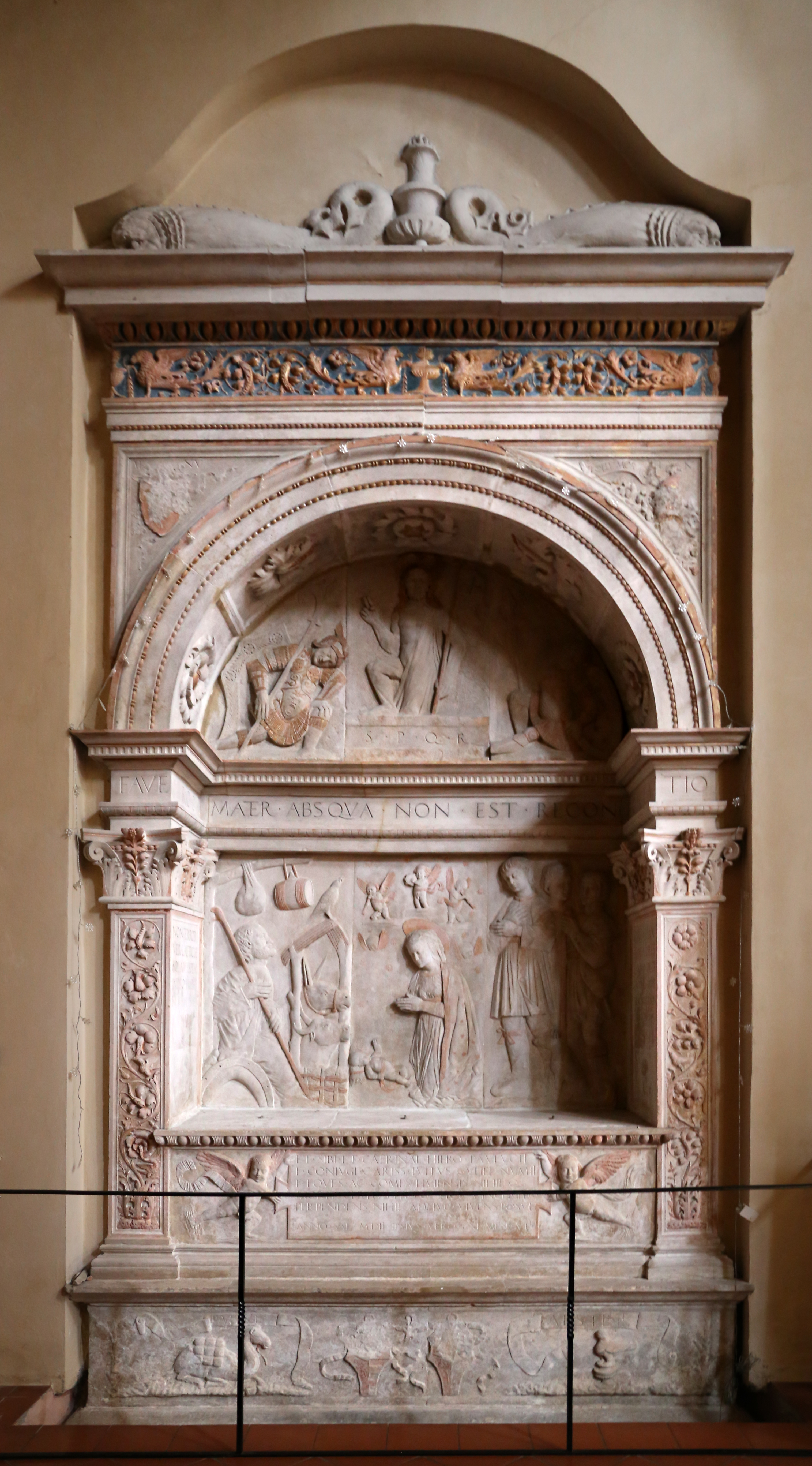
Tommaso Fiamberti, Giovanni Ricci, Monumento funebre a Luffo Numai

Nel 1473 viene sepolta nella chiesa Zaffira, seconda moglie di Pino III Ordelaffi, ma non resta traccia della sua sepoltura, mentre è del 1502 il celebre sepolcro di Luffo Numai, tuttora visibile nella controfacciata.
Nel 1508 viene eseguito dall'architetto forlivese Cristoforo Bezzi il chiostro (a cui aggiunge una parte nel 1523), una cappella e un sepolcro e nel 1515 una seconda cappella. Degli interventi dentro la chiesa non resta nulla, mentre il portico si riconosce in tre archi uno dei quali murato che sono poi inglobati nella zona del Capitolo.
Nel Seicento si cominciano a costruire varie cappelle laterali, fra cui la più importante diventa quella dedicata a Pellegrino Laziosi, all'epoca solo beato, realizzata da Cesare Pritelli fra il 1626 e il 1639. Entro il 1645 la chiesa assume l'aspetto attuale, perdendo di fatto le forme gotiche.
Nel 1700 si parla della possibilità di riedificare l'altare maggiore voluta dalla famiglia Albicini, che avrebbe potuto portare alla collocazione di un dipinto dedicato al Santo e realizzato da Carlo Cignani nel 1670, ma poi non se ne fa nulla, e il quadro del Cignani resta nelle collezioni private degli Albicini.
Fra il 1715 e il 1721 viene decorata la cupola della cappella di Pellegrino da Francesco Antonio e Felice Andrea Bondi. Nel 1719 l'architetto Giuseppe Merenda ingrandisce la cappella, decorata con stucchi e dentro la quale si colloca il corpo nel 1723. Nel 1726 Pellegrino viene canonizzato e nel 1880 diventerà compatrono di Forlì per iniziativa del papa Leone XIII.
Nel 1742 è inaugurato un nuovo altare per la cappella del Santo. Il corpo viene inserito in una teca. In tale occasione si arrichisce anche l'apparato decorativo.
Nel 1751 è acquistata una statua dell'Addolorata realizzata da Angelo Piò. Nel 1754 viene realizzato un nuovo Altare Maggiore.
Nel 1781 Gaetano Callido di Venezia costruisce l'organo. Quello precedente risaliva al 1625, realizzato da Antonio dal Corno, detto Colonna Veneziano, operante a Bologna, e aveva già sostituito un organo più antico.
Nel 1793 viene ricostruito il convento su progetto di Ruffillo Righini di Forlimpopoli, ma le soppressioni napoleoniche portano al suo abbandono forzato nel 1798. I padri tornano solo nel 1836, ricomprando il loro convento, ma devono abbandonarlo con la soppressione del 1866. Il convento diventa sede del palazzo di giustizia e si perde la cella del Santo. Il progetto è di trasformare la chiesa in palestra e vengono trasportati in Pinacoteca l'Annunciazione di Marco Palmezzano e la Sacra Famiglia di Francesco Menzocchi. Viene anche rimosso l'affresco di Giuliano da Rimini presente nel Capitolo (ricollocato poi nel 1966). I Padri possono tornare a officiare la chiesa nel 1893, ma devono attendere fino al 1921 per riuscire a ricavare un piccolo convento vicino alla chiesa dove vivere, abitando nel mentre in una casa privata.
Nel 1898 viene portato nella chiesa un rilievo raffigurante la Madonna del Fuoco, che si trovava all'esterno del Palazzo Municipale.
Per l'importanza delle opere ivi esistenti, il santuario viene dichiarato monumento nazionale. Papa Paolo VI lo eleva nel 1977 alla dignità di basilica minore.
Nel 1982 la chiesa è restaurata da Francesco Graziani e Sergio Belacchi con la supervisione della Soprintendenza di Ravenna. I lavori molto complessi, che prevedono anche il rifacimento completo del pavimento in cotto toscano, tinteggiatura dell'interno e adeguamento dell'impianto elettrico, durano una decina d'anni, al termine dei quali la chiesa è riaperta al culto.
Dal 2009 la chiesa è gestita da padri provenienti dalle Filippine, dove è presente una devozione particolare per San Pellegrino. Nel 1984, infatti, alcuni missionari Servi di Maria, portano con sé una reliquia che genera grande entusiasmo e viene poi conservata nella parrocchia di Saint Peregrine in Montinlupe.
Dal 2023 la chiesa è al centro delle Giornate Pellegriniane, organizzate in collaborazione fra i Servi di Maria e il Comune di Forlì, evento culturale legato alla festa del Santo, che approfondisce temi correlati con conferenze e spettacoli.
La festa del santo è il primo maggio, data in cui la piazza antistante e le vie limitrofe si riempiono di bancarelle del mercato e quando si vendono i tradizionali cedri, simbolo del santo per il loro forte potere di guarigione.

## Descrizione

### Esterno
L'esterno rivela una facciata in mattoni a salienti in cui spicca il portale gotico, rimasto dalla prima versione della basilica in stile gotico, impostato su un arco acuto e profilato di decorazioni tortili. Nell'esterno sono presenti altri edifici adiacenti alla struttura della chiesa. Si trova anche un campanile nel retro, costruito nel 1856-57 con disegno dell'architetto Giuseppe Cantoni.

### Interno
La basilica si compone di tre navate, con dieci altari laterali, convergenti tutti verso l'abside.
Il monumento sepolcrale di Luffo Numai, presente nel lato destro, fu scolpito nel 1502 da Tommaso Fiamberti e Giovanni Ricci. 

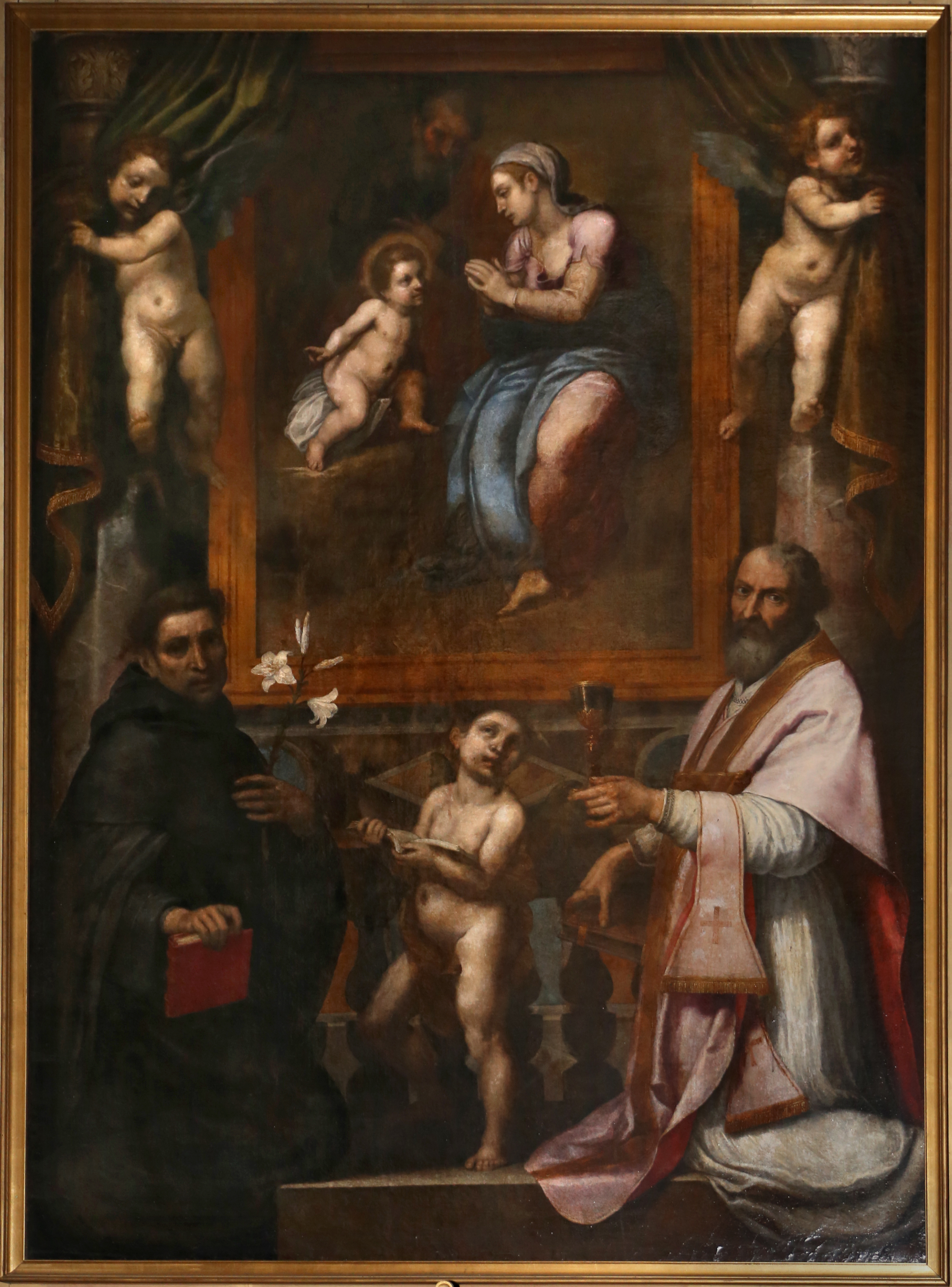
Domenico Passignano, Madonna della Ghiara

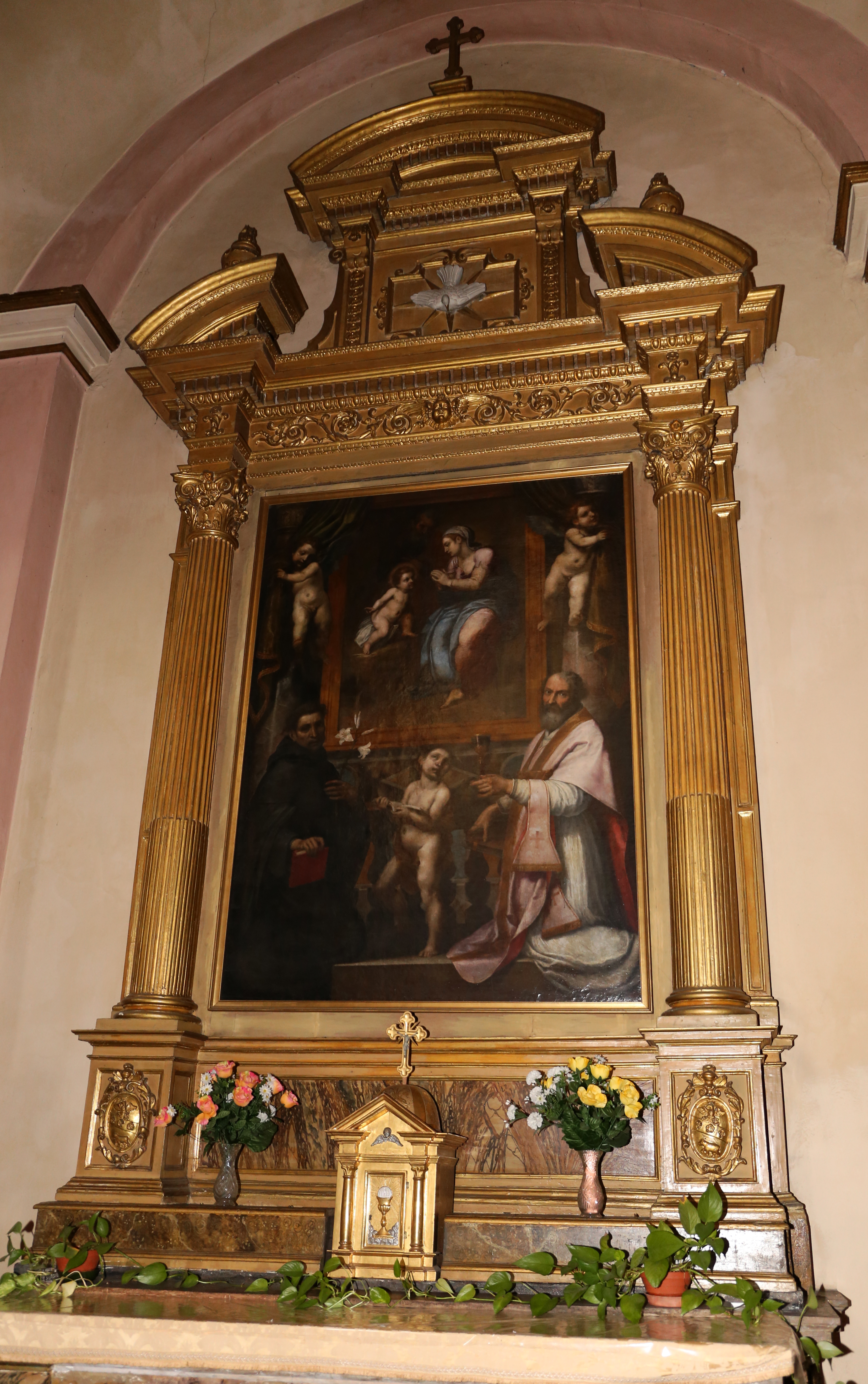
Primo altare a destra

Il quadro del primo altare raffigura La Madonna della Ghiara con i beati Andrea Avellino e Gioacchino Piccolomini, realizzata da Domenico Cresti detto il Passignano nel 1624. L'altare apparteneva alla famiglia Serughi come dimostra lo stemma intagliato sull'ancona. La Madonna della Ghiara o Madonna di Reggio è un'iconografia tradizionale in Emilia-Romagna che prevede Maria inginocchiata con le mani giunte di fronte a Gesù Bambino. Maria e il Bambino sono in realtà in un quadro dentro il quadro in cui è presente in ombra e in secondo piano anche San Giuseppe. Il quadro viene rivelato da due angeli che discostano un tendaggio verde. Nel piano inferiore, divisi da un angelo bambino si trovano Gioacchino Piccolomini, con un libro chiuso e un giglio e Andrea Avellino, all'epoca solo beato, vestito come sacerdote e con in mano il calice. A Forlì l'iconografia della Madonna di Reggio era già stata impiegata da Livio e Gianfrancesco Modigliani, in un dipinto realizzato per il monastero del Corpus Domini nel 1602. Probabilmente era arrivata a diffondersi a Forlì mediante delle stampe di Egidius Sadeler, datate 1596-97. L'ancona del primo altare è dorata e presenta decorazioni classiche con colonne, girali e teste di cherubini. In alto l'anconetta che spezza il timpano, ha una colomba a sbalzo e due vasi fiammeggianti.

La seconda cappella edificata per volere dei patrizi Marcello Nicolini e Giovanni Tolsi è dedicata alla Madonna della Purificazione e ha ospitato l'immagine della Madonna in terracotta poi collocata nel corridoio d'accesso al capitolo.

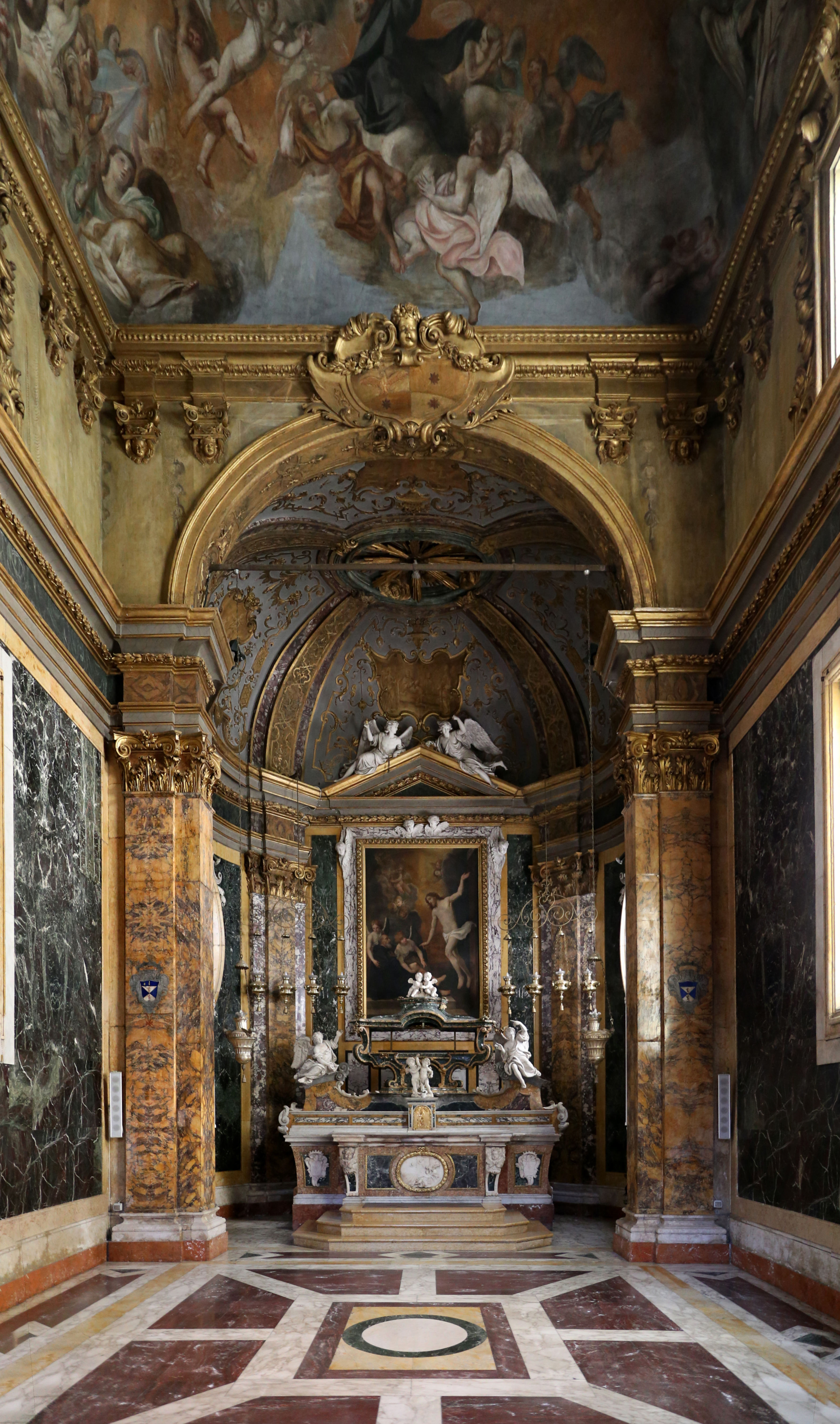
La cappella di San Pellegrino Laziosi

Nella terza cappella a destra è custodito il corpo di San Pellegrino Laziosi, tumulato dal Settecento nel santuario. Nella volta è raffigurata la Gloria di San Pellegrino, dei fratelli Francesco Antonio e Felice Andrea Bondi. Qui si vede San Pellegrino che ascende in un cielo di cherubini verso la Vergine. Alcuni angeli gli porgono uno scapolare e un libro, mentre gli altri ai lati suonano vari strumenti musicali. Il tutto è dipinto in sottinsù con colori luminosi e vivaci. Richiama la cupola della cappella della Madonna del Fuoco nel Duomo di Forlì dipinta da Carlo Cignani. Al centro dei quattro scomparti del catino absidale ci sono affreschi anonimi in monocromo giallastro che riguardano la vita del santo. Nel pannello più grande si vede San Pellegrino che, già morto, si leva per risanare un cieco, negli altri l'apparizione della Madonna al santo giovane; un angelo indica al santo la via del romitaggio; il santo salva la vita a un uomo precipitato da un albero (dietro l'arco d'ingresso). Le sculture della mensa sono dello scultore ravennate Domenico Todeschini e raffigurano due teste di cherubini e due stemmi di Giorgio Viviani Marchesi, donatore dell'opera. Il dipinto raffigura San Pellegrino guarito miracolosamente dal Crocifisso di Giovanni Pritelli.
La quarta cappella presenta una copia del dipinto di Guido Cagnacci dedicato a San Giuseppe, conservato nell'omonima chiesa forlivese, mentre l'ultima cappella, in precedenza dedicata alla Madonna della Ghiara, è ora occupata da un crocifisso ligneo del XIV-XV secolo.

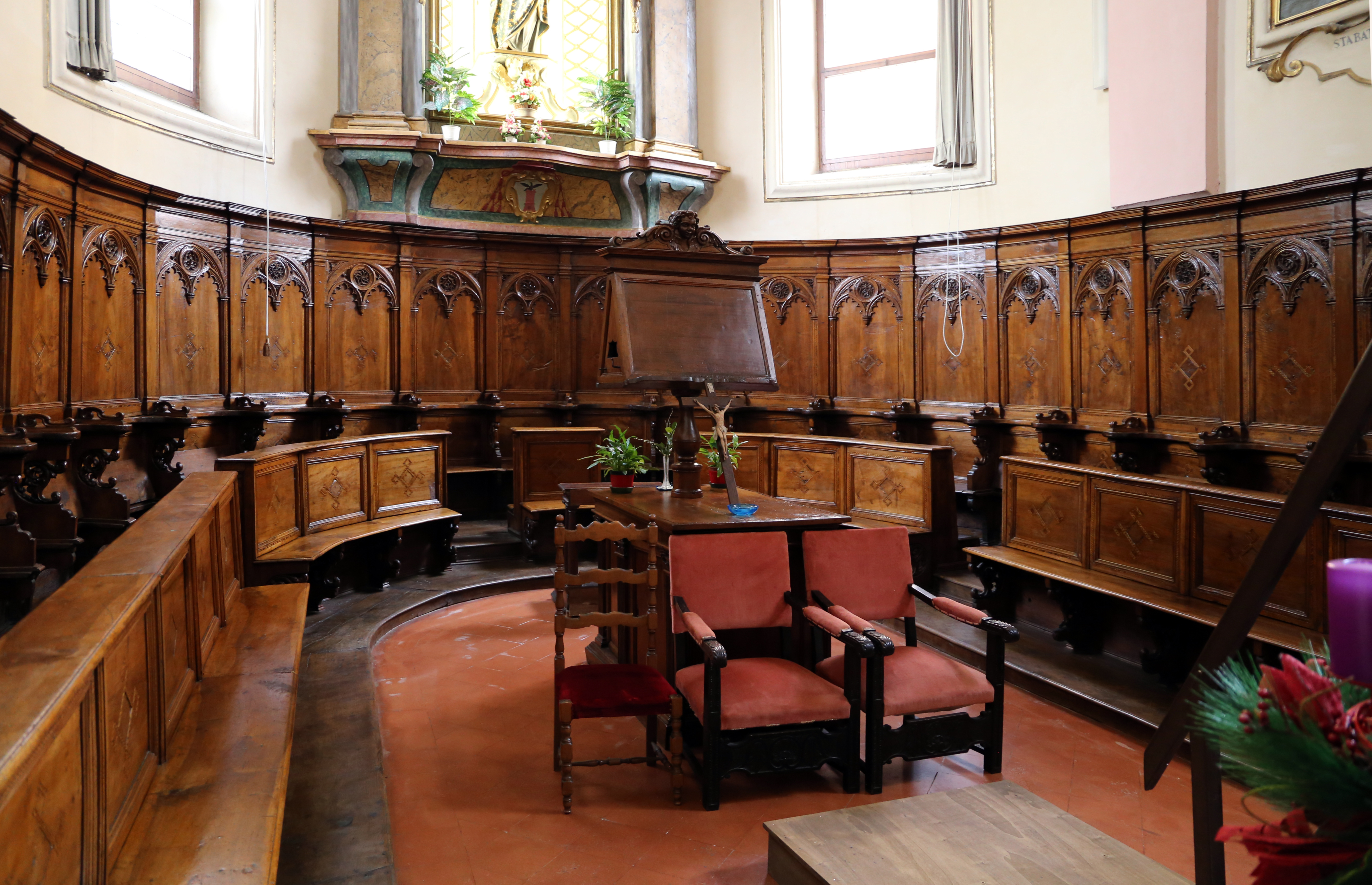
Coro del XIV secolo

Notevole è anche il trecentesco coro in legno: l'unico esempio di stile gotico in Romagna e forse il più antico di tutta la regione. Scolpito in noce e intarsiato si dispone su tutto il perimetro dell'abside, fino a ridosso dell'altare maggiore. L'ordine superiore è diviso in ventisette scanni a dossale con forma a bifora gotica. Dentro il coro è un leggio realizzato in legno di noce del XVII secolo. Gli otto quadri collocati nel presbiterio rappresentano i sette dolori della Vergine e l'angelo che annuncia le indulgenze e sono dipinti da Paolo Cignani.
Nella quinta cappella a sinistra si trova un altare ligneo del XVI secolo, con ancona dipinta in azzurro con rilievi in oro e altre decorazioni. Il quadro raffigura I sette fondatori dei Servi di Maria in ginocchio e in alto la Vergine con angeli recanti simboli della Passione dipinto da Francesco Fiorentini (detto Il Prete di Sant'Antonio).
La quarta cappella è dedicata a Sant'Antonio da Padova con una tela di Felice Andrea Bondi dove si vede il santo con Gesù Bambino e la Vergine. Nella seconda cappella si trova invece una pala con San Filippo Benizi con l'Annunciazione, dipinta sempre da Felice Andrea Bondi, dentro un'ancona di legno dorato. Ancona e quadro risultano troppo grandi per la cappella, forse a indicare che non erano in questo luogo in origine.
Il primo altare a sinistra era un tempo occupato dall'Annunciazione di Marco Palmezzano, spostata nella Pinacoteca civica nell'Ottocento. Al suo posto era stata collocata la statua dell'Addolorata di Angelo Piò, a sua volta poi spostata dietro l'altare maggiore.
La chiesa ospita un pregevole organo di Gaetano Callido (XVIII secolo) inserito in una bussola in muratura collocata in controfacciata.

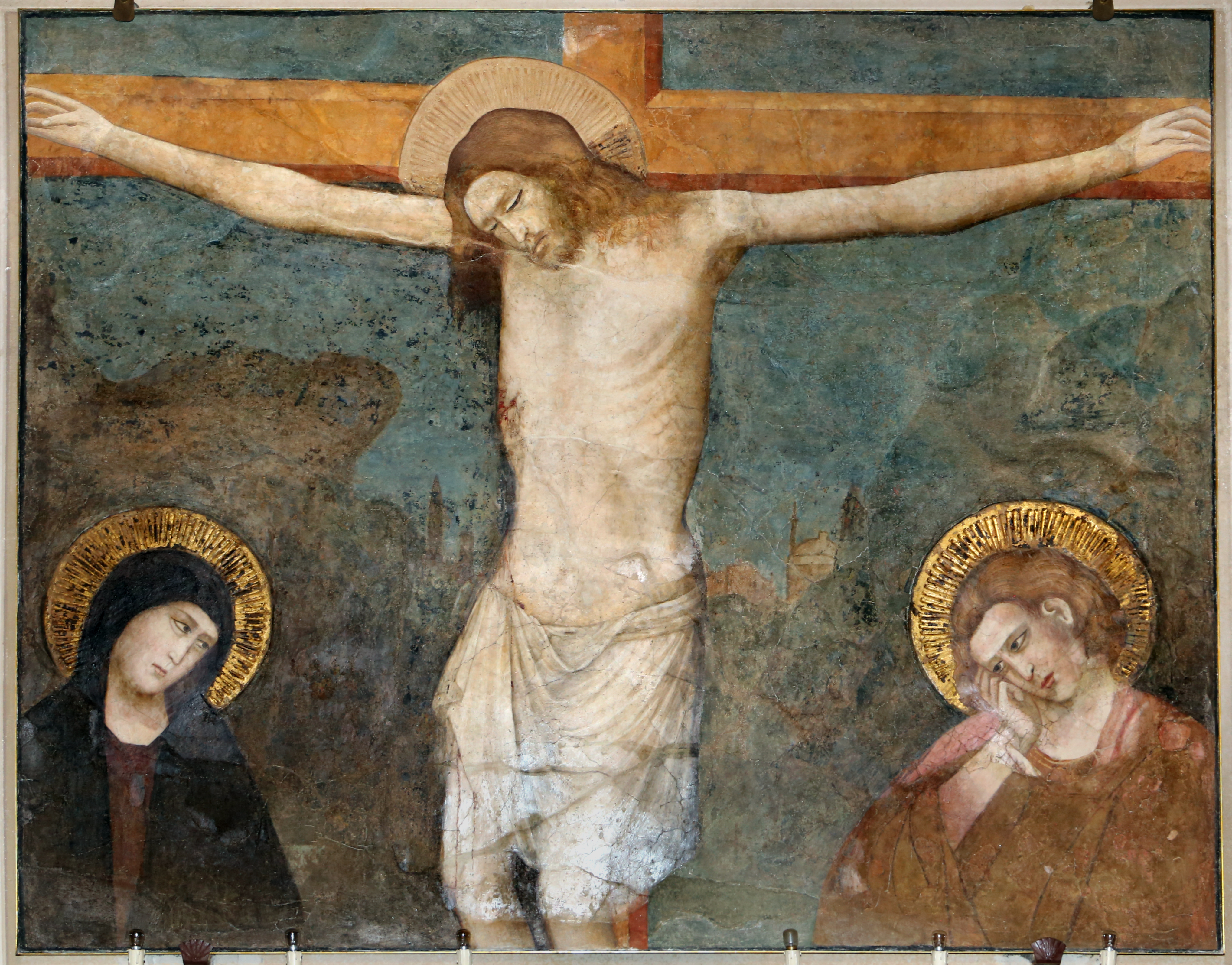
Giuliano da Rimini, Crocifissione, si dice sia l'affresco davanti a cui fu sanato San Pellegrino.

Molto interessante la sala trecentesca del Capitolo a cui si accede mediante un corridoio in fondo alla navata sinistra. Il Capitolo è sorto insieme con la chiesa ed esisteva già nel XIV secolo. Di forma quadrangolare, assume l'aspetto attuale nel XV secolo, con la caratteristica volta a vela che termina con peducci in cotto e reca al centro lo stemma della famiglia Albicini. Nelle lunette si trovano dipinti con Profeti ed Evangelisti. Qui è conservato il Crocifisso miracoloso, davanti al quale San Pellegrino ottenne la guarigione istantanea dalla gangrena alla gamba, di Giuliano da Rimini. Altri dipinti presenti nel Capitolo sono una Madonna del Latte o della Provvidenza e un'altra Madonna del latte, entrambe trecentesche. Altri lacerti lacunosi di affreschi sono attribuiti a Livio Agresti. Sono cinquecenteschi anche i frammenti di scuola forlivese nella parete del chiostro in corrispondenza del Capitolo.